# QH-II-66
Il QH-II-66 è un sedativo appartenente alla categoria delle benzodiazepine. Produce alcuni degli stessi effetti delle altre benzodiazepine, ma è più selettivo della maggior parte degli altri farmaci di questa classe e quindi produce meno sedazione e atassia rispetto ad altri farmaci correlati come diazepam e triazolam, sebbene mantenga effetti anticonvulsivanti.

## Effetti farmacologici
Il QH-II-066 è un agonista del GABA A, che è altamente selettivo per il sottotipo ed è stato progettato per legarsi selettivamente al sottotipo 5α dei recettori GABA A.
Il sottotipo α5 (e in misura minore il sottotipo α1) dei GABA A sono due dei più importanti bersagli nel cervello che producono gli effetti dell'alcol, e quindi uno degli scopi per cui è stato sviluppato il QH-II-066 era riprodurre gli effetti GABAergici dell'alcol separatamente dalle sue altre azioni.
Il QH-II-66 replica alcuni degli effetti dell'alcol, come la sedazione e l'atassia, ma non aumenta l'appetito, poiché questo effetto sembra essere prodotto dal sottotipo α1 del recettore GABA A piuttosto che da α5.
L'agonista inverso Ro15-4513, che blocca il sottotipo α5 del GABA A, inverte gli effetti dell'alcol, suggerendo che questo sottotipo è importante anche nella produzione degli effetti soggettivi dell'intossicazione alcolica.